# Landtagswahlkreis Korneuburg
Der Wahlkreis Korneuburg (Wahlkreis 8) ist ein Wahlkreis in Niederösterreich, der den politischen Bezirk Korneuburg umfasst. Bei der Landtagswahl 2013 ging die Österreichische Volkspartei (ÖVP) mit 51,1 % als stärkste Partei hervor, wobei die ÖVP auch als einzige der kandidierenden Parteien eines der zwei Grundmandate im Wahlkreis erringen konnte.

## Geschichte
Niederösterreich war bis 1992 in vier Wahlkreise unterteilt, wobei der Bezirk Korneuburg zum Landtagswahlkreis Viertel unter dem Manhartsberg gehörte. Mit der Landtagswahlordnung 1992 wurde die Zahl der Wahlkreise auf 21 erhöht und der Bezirk Korneuburg zu einem eigenen Wahlkreis erhoben.
Seit der Schaffung des Wahlkreises erreichte die Österreichische Volkspartei (ÖVP) bei jeder Landtagswahl im Wahlkreis Korneuburg die relative Mehrheit, wobei das Ergebnis der Volkspartei zwischen 45 und 56 % schwankte. Ihr bisher bestes Ergebnis schaffte die ÖVP bei der Landtagswahl 2008 mit 56 %, auch 2003 und 2013 erreichte sie eine absolute Stimmenmehrheit. Bei der letzten Landtagswahl im Jahr 2013 erreichte die ÖVP 51,1 %. Damit erreichte die ÖVP im Gegensatz zu den übrigen kandidierenden Parteien bei jeder Wahl je eines der beiden Grundmandate.
Die Sozialdemokratische Partei Niederösterreich (SPÖ) belegte bei jeder Landtagswahl im Wahlkreis den zweiten Platz, wobei sie 1993 mit 31,1 % ihr bestes Ergebnis erreichte. Auch 1998 und 2003 erreichte sie noch 27,7 bzw. 30,1 %. Seitdem verlor die SPÖ bei den Wahlen 2008 und 2013 jedoch 8 bzw. 4 %, womit die SPÖ 2013 auf nur noch 18,1 % kam. Die SPÖ lag damit auch unter dem niederösterreichischen Landesergebnis.
Die Freiheitliche Partei Österreichs (FPÖ) konnten im Wahlkreis Korneuburg bisher bei drei der fünf Wahlen den dritten Platz belegen, wobei sie 1998 mit 16,4 % ihr bestes Ergebnis erreichte. In der Folge stürzte sie aber im Zuge der Affäre um Peter Rosenstingl auf 4,8 % ab und landete damit 2003 hinter den Grünen auf dem vierten Platz. Nachdem die FPÖ 2008 wieder auf 10,8 % zulegen konnte, fiel sie 2013 mit 8,0 % auf Platz fünf zurück.
Die Grünen – Die Grüne Alternative konnten sich zwischen 1993 und 2013 langsam aber nahezu sukzessive von 4,1 auf 11,0 % steigern, wobei sie 2003 auf Grund der Schwäche der FPÖ einmalig den dritten Platz erreichten. Nachdem die Grünen 2008 wieder von der FPÖ überholt worden waren, erreichten die Grünen 2013 erneut den dritten Platz. Das Team Stronach (FRANK bzw. TS) erzielte 2013 bei seinem ersten Antreten auf Anhieb 10,1 % und kam dabei noch vor der FPÖ zu liegen.

## Wahlergebnisse
| Wahltermin      | GM |                    | ÖVP   | SPÖ   | FPÖ   | GRÜNE | Sonstige |
| 16. Mai 1993    |    | Stimmenanteile (%) | 45,23 | 31,14 | 12,16 | 4,11  | 7,35     |
| 16. Mai 1993    | 2  | Grundmandate       | 1     | 0     | 0     | 0     | 0        |
| 22. März 1998   |    | Stimmenanteile (%) | 46,51 | 27,65 | 16,42 | 5,27  | 4,16     |
| 22. März 1998   | 2  | Grundmandate       | 1     | 0     | 0     | 0     | 0        |
| 30. März 2003   |    | Stimmenanteile (%) | 54,67 | 30,10 | 4,81  | 9,00  | 0,73     |
| 30. März 2003   | 2  | Grundmandate       | 1     | 0     | 0     | 0     | 0        |
| 9. März 2008    |    | Stimmenanteile (%) | 55,96 | 22,01 | 10,84 | 8,73  | 2,46     |
| 9. März 2008    | 2  | Grundmandate       | 1     | 0     | 0     | 0     | 0        |
| 3. März 2013    |    | Stimmenanteile (%) | 51,06 | 18,08 | 8,01  | 10,97 | 11,87    |
| 3. März 2013    | 2  | Grundmandate       | 1     | 0     | 0     | 0     | 0        |
| 28. Jänner 2018 |    | Stimmenanteile (%) | 49,41 | 22,71 | 13,34 | 8,18  | 6,36     |
| 28. Jänner 2018 | 3  | Grundmandate       | 1     | 0     | 0     | 0     | 0        |
| 29. Jänner 2023 |    | Stimmenanteile (%) | 42,46 | 18,68 | 20,02 | 10,28 | 8,55     |
| 29. Jänner 2023 | 3  | Grundmandate       | 1     | 0     | 0     | 0     | 0        |